# 遂成
遂 成（すい せい）は、前漢の官吏・軍人。雲中太守。

## 略歴
元狩4年（前119年）、雲中太守の遂成は、武帝が命じた匈奴への遠征に、大将軍衛青の配下として加わった。功績により諸侯の相と同じ秩（年俸）と、食邑200戸、黄金100斤を授かった。他の事績は伝わらない。